# Heterothele atropha
Heterothele atropha är en spindelart som beskrevs av Simon 1907. Heterothele atropha ingår i släktet Heterothele och familjen fågelspindlar.
Artens utbredningsområde är Kongo. Inga underarter finns listade i Catalogue of Life.